# Mesplède
Mesplède is een gemeente in het Franse departement Pyrénées-Atlantiques (regio Nouvelle-Aquitaine) en telt 330 inwoners (2005). De plaats maakt deel uit van het arrondissement Pau.

## Geografie
De oppervlakte van Mesplède bedraagt 11,5 km², de bevolkingsdichtheid is 28,7 inwoners per km².
De onderstaande kaart toont de ligging van Mesplède met de belangrijkste infrastructuur en aangrenzende gemeenten.

## Demografie
Onderstaande figuur toont het verloop van het inwonertal (bron: INSEE-tellingen).